# Пичеуры
Пичеуры — село Чамзинского района Республики Мордовия Российской Федерации. Административный центр сельской администрации Пичеурского сельского поселения.
Население — 543 человек (2010), преимущественно русские.

## Этимология
Название-характеристика: э. пичеур «возвышенность, поросшая сосняком».

## География
Расположено на р. Кше и речке Протамлее, в 12 км от районного центра и 10 км от железнодорожной станции Чамзинка, на автотрассе Чамзинка — Большие Березники.

## История
По историческим документам, село основано в 1-й половине 17 в.; входило в Саранский уезд (до 1776 г.), население — русско-мордовское.
В 1780 году, при создании Симбирского наместничества, село Печаур, при речке Икше, ясашных крестьян, дворцовых, экономических крестьян, вошло в состав Котяковского уезда.
В «Списке населённых мест Симбирской губернии» (1859) Пичеуры — село удельное из 349 дворов (618 чел.) Ардатовский уезд.
В 19 в. здесь был построен храм Казанской Божьей Матери (не сохранился); действовали церковно-приходская школа, ветряные и водяная мельницы, маслобойка, крупорушки. Были развиты плотничное и столярное ремесло, изготовление сельскохозяйственного инвентаря, пошив верхней крестьянской одежды; некоторые жители имели торговые предприятия и питейные заведения.
В 1913 г. в Пичеурах насчитывалось 550 дворов (4 208 чел.).
В 1918 г. был организован комитет бедноты во главе с Б. Т. Козиным.
В 1927 г. из села выделились 25 семей и основали коммуну «Мары» (руководитель — Г. В. Фомичёв, И. И. Колов, Н. И. и И. И. Щегловы). Рядом возникли коммуны «Нагорная», «Первое Мая», «Демьян Бедный».
В 1929 г. был создан колхоз «Новый путь» из 120 крестьянских хозяйств (17 коров, 100 лошадей; председатель — С. С. Постников), с 2001 г. — СХПК.

## Население
| 2002 | 2010 |
| ---- | ---- |
| 655  | ↘543 |

## Известные уроженцы, жители
Уроженцы Пичеур — участник Гражданской войны Г. И. Кокорев, Герой Социалистического Труда Е. В. Бурюкина-Пятайкина, доярка А. С. Шокорова.

## Инфраструктура
Основа экономики — сельское хозяйство .
В современном селе — комбикормовый завод, магазин, Дом культуры, отделение связи, медпункт.

## Достопримечательности
Памятник воинам, погибшим в годы Великой Отечественной войны.

## Транспорт
Автобусное сообщение с райцентром.